# Matej Jurčo
Matej Jurčo (Poprad, antigua Checoslovaquia —actual Eslovaquia, 8 de agosto de 1984) es un ciclista eslovaco. Compitió por los equipos De Nardi, Domina Vacanze y Team Milram. En 2009 volvió a competir por un equipo de su país, el Dukla Trencin Merida de categoría Continental.

## Resultados
2004
- Campeonato de Eslovaquia Contrarreloj
- 2.º en el Campeonato de Eslovaquia en Ruta

2005
- Campeonato de Eslovaquia Contrarreloj

2006
- Campeonato de Eslovaquia Contrarreloj

2008
- Campeonato de Eslovaquia en Ruta
- Campeonato de Eslovaquia Contrarreloj

2009
- 3.º en el Campeonato de Eslovaquia en Ruta

2010
- 1 etapa de la Vuelta Ciclista del Uruguay

2011
- 1 etapa del Mazovia Tour
- 2.º en el Campeonato de Eslovaquia en Ruta

2012
- 3.º en el Campeonato de Eslovaquia Contrarreloj
- 2 etapas del Tour de la República Checa

## Resultados en Grandes Vueltas y Campeonatos del Mundo
| Carrera              | Carrera              | 2004  | 2005 | 2006  | 2007  | 2008  | 2009 | 2010 | 2011 | 2012 | 2013 | 2014 | 2015 |
| -------------------- | -------------------- | ----- | ---- | ----- | ----- | ----- | ---- | ---- | ---- | ---- | ---- | ---- | ---- |
|                      | Giro de Italia       | —     | —    | —     | —     | 129.º | —    | —    | —    | —    | —    | —    | —    |
|                      | Tour de Francia      | —     | —    | —     | —     | —     | —    | —    | —    | —    | —    | —    | —    |
|                      | Vuelta a España      | —     | Ab.  | —     | 134.º | 81.º  | —    | —    | —    | —    | —    | —    | —    |
| Mundial en Ruta      | Mundial en Ruta      | F. c. | —    | 122.º | Ab.   | —     | —    | —    | —    | 91.º | Ab.  | —    | —    |
| Mundial Contrarrleoj | Mundial Contrarrleoj | —     | —    | —     | —     | 17.º  | —    | —    | 38.º | 30.º | 47.º | —    | —    |

—: no participa
Ab.: abandono
F. c.: fuera de control

## Equipos
- De Nardi (2004)
- Domina Vacanze (2005)
- Team Milram (2006-2008)
- Dukla Trencin Merida (2009-2011)
- Whirlpool-Author (2012)
- Dukla Trencin (2013-2015)
  - Dukla Trencin-Trek (2013-2014)
  - Kemo-Dukla Trencin (2015)